# Pinky (Comic)
Pinky ist eine italienische Comicserie. Der Zeichner Massimo Mattioli schrieb und zeichnete sie von 1973 bis Ende 2014. Der Held der Geschichten ist ein exzentrisches kleines rosa Kaninchen namens Pinky, das als Paparazzo für eine Zeitung arbeitet. Die Comicfigur erschien erstmals im Oktober 1973 in der italienischen Comiczeitschrift für Kinder Il giornalino.

## Merkmale der Serie
Die Geschichten sind in einem Cartoon-like Stil gezeichnet, viele haben Fantasy- und Science-Fiction-Elemente. Die Abenteuern sind hauptsächlich surrealistisch und absurd, der Witz besteht aus mehreren dummen Situationen, meistens von der Naivität und Kurzsichtigkeit der Figuren verursacht.

## Hauptfiguren
Pinky: ein rosa Kaninchen mit einem roten Fotoapparat um den Hals, er ist beauftragt sensationelle Ereignisse aufzunehmen und muss daher um die Straße her, wenn er nichts findet nervt er sich.
Giorgione: ein dicker Hund mit einem grünen Hemd und meistens mit einem blauen Apparat um den Hals, und Pinkys bester Freund, er arbeitet ebenfalls als Paparazzo für denselben Zeitschrift, wobei eine Rivalität zwischen den beiden häufig entsteht. Giorgione ist in allerlei Essen besessen, Pinky macht sich sogar über seinen dicken Bauch lustig, was er nicht besonders mag.
Petulia: Pinkys Freundin und größte, untrennbare Liebe. Ein weibliches Kaninchen mit blauen Augen. Sie tritt häufig als naiv und kokett auf, aber in manchen Episoden erscheint sie eher zweideutig, sie scheint nämlich von der Besessenheit Pinkys ihr gegenüber zu profitieren, aber wenn er ihr sagt zum Scherzen, dass er sie nicht lieb hat, bricht sie in Tränen aus. Sie stirbt in der Folge namens "L'invasione dei bacceloni", wobei sie in einen Zombie verwandelt wird, aber in den nächsten Folgen ist sie wiederbelebt worden.
Perry: Der Chef der "Notizia", die Redaktion, für die Pinky und seine Freunde arbeiten, ein tyrannischer Elefant immer mit einer Zigarre im Mund.
Joe Cornacchia: Ein Rabe mit einer roten Hose und einem Hut, er arbeitet für die konkurrente Redaktion der Notizia, Il giornalaccio, er ist nicht besonders nett im Gegensatz zu Pinky, sondern rücksichtslos und egoistisch, dabei versucht er sich die Aufnahmen von Pinky anzueignen oder zu zerstören. Vergebens probiert er das Vertrauen der Protagonisten zu gewinnen, aber sie trauen ihn gar nicht.